# Carabias (Segovia)
Carabias es un municipio y localidad de España, en la provincia de Segovia, comunidad autónoma de Castilla y León. Tiene una superficie de 25,86 km² con una población de 54 habitantes (INE 2024). Hasta 2016 el municipio se denominó Pradales pero en junio de ese año el Ayuntamiento decidió cambiar su denominación por la de Carabias, núcleo más poblado del municipio. Dicho cambio de nombre fue aprobado en diciembre de 2016.
El municipio es el resultado de la unión de tres poblaciones que son Carabias, Ciruelos y Pradales. Cada uno de los pueblos estuvo integrado en una comunidad de Villa y Tierra distinta:
- Comunidad de Villa y Tierra de Maderuelo (Carabias)
- Comunidad de Villa y Tierra de Sepúlveda (Ciruelos).
- Comunidad de Villa y Tierra de Montejo (Pradales)

## Geografía

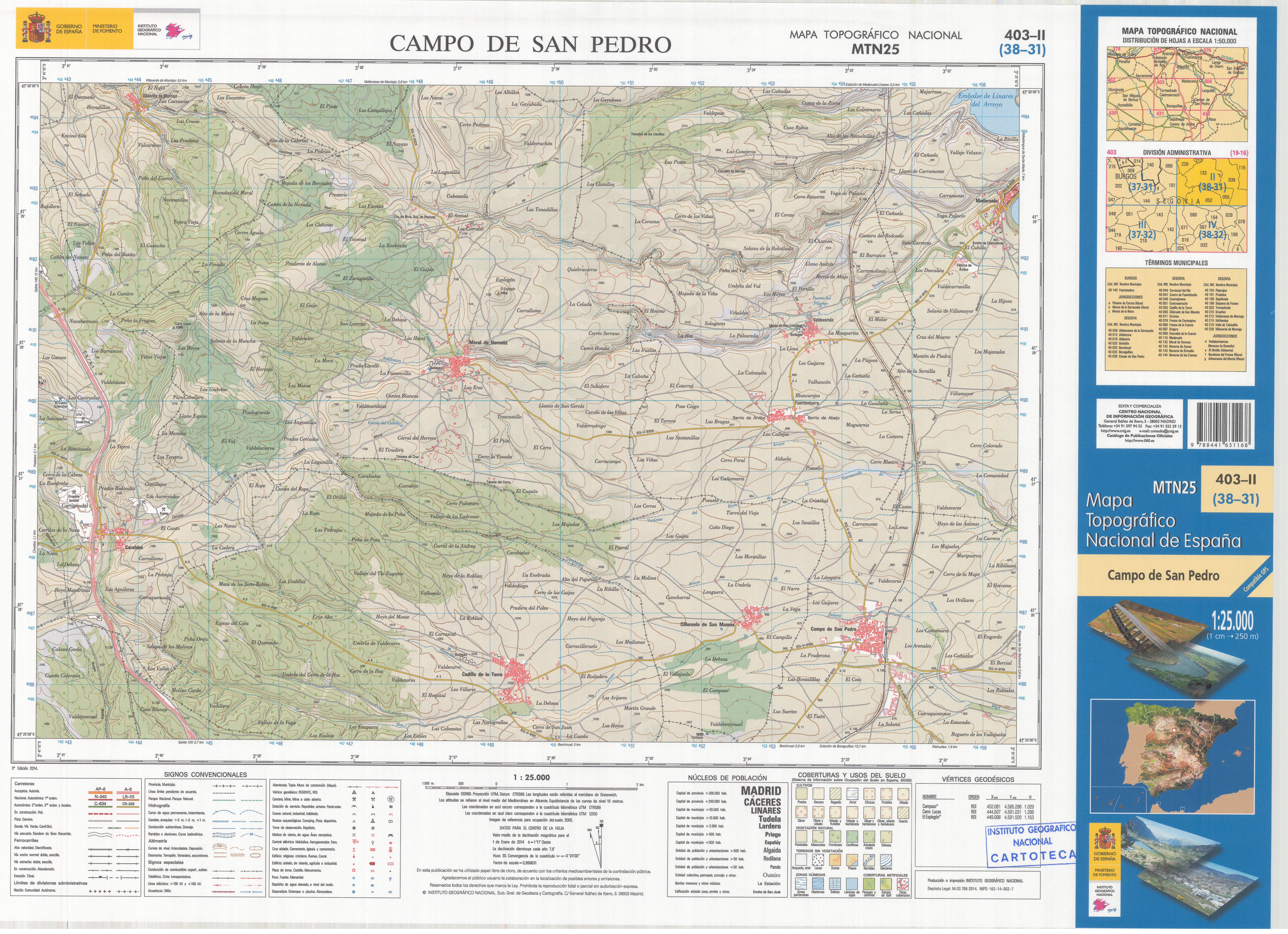
Fragmento de la hoja 403 del Mapa Topográfico Nacional de España de 2014 en el que se representa parte de Carabias

La localidad es atravesada por la autovía del Norte, entre los kilómetros 130 y 134, y se sitúa en una campiña a 1189 metros sobre el nivel del mar, lindante ya con la provincia de Burgos
| Noroeste: Fuentenebro                                                         | Norte: Honrubia de la Cuesta      | Noreste: Villaverde de Montejo |
| Oeste: exclave de Valdelasfuentes (Navares de Enmedio), Navares de las Cuevas |                                   | Este: Moral de Hornuez         |
| Suroeste: Navares de Enmedio                                                  | Sur: Encinas, Fresno de la Fuente | Sureste: Cedillo de la Torre   |

Se acceder a partir de la autovía del Norte (A-1) (dirección Burgos), está en el desvío del kilómetro 130. Si fuese dirección-Madrid, sería el kilómetro 129.
Se encuentra a 25 kilómetros de Aranda de Duero (Burgos), a 30 kilómetros de Sepúlveda y a 91 kilómetros de Segovia.

## Demografía

### Población por núcleos
Desglose de población según el Padrón Continuo por Unidad Poblacional del INE.
| Núcleos  | Habitantes (2024) |
| -------- | ----------------- |
| Carabias | 43                |
| Pradales | 9                 |
| Ciruelos | 3                 |

| Gráfica de evolución demográfica de Carabias entre 1842 y 2021 |
| |
| Población de derecho según los censos de población del INE Población de hecho según los censos de población del INEEntre el censo de 1857 y el anterior, crece el término del municipio porque se agrupan 40161 (Pradales), 405009 (Carabias) y 405012 (Ciruelos -de Sepúlveda-) en un único municipio. Entre el censo de 2021 y el anterior, el municipio (40161) Pradales pasó a denominarse: Carabias. (30.01.2017) |

## Administración y política
| Periodo   | Nombre                      | Partido | Partido   |
| --------- | --------------------------- | ------- | --------- |
| 1979-1983 | José Benito Bartolomé       |         | UCD       |
| 1983-1987 | José Benito Bartolomé       |         | AP-PDP-UL |
| 1987-1991 | José Benito Bartolomé       |         | PDP       |
| 1991-1995 | José Benito Bartolomé       |         | CDS       |
| 1995-1999 | José Benito Bartolomé       |         | PP        |
| 1999-2003 | José Benito Bartolomé       |         | PP        |
| 2003-2007 | José Benito Bartolomé       |         | PP        |
| 2007-2011 | José Benito Bartolomé       |         | PP        |

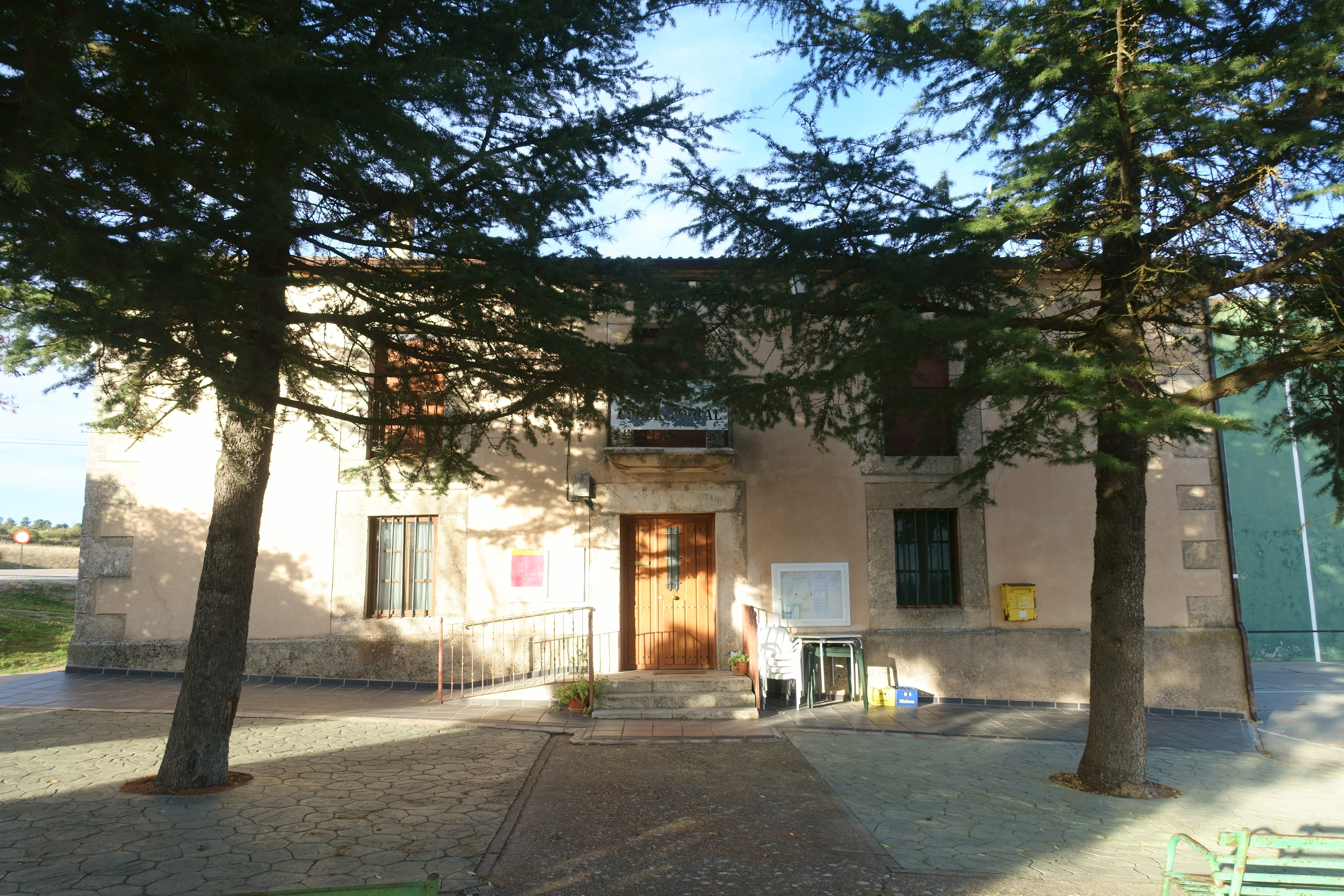
Casa consistorial

| 2011-2015 | Juan Carlos Sancho Llorente |         | PP        |
| 2015-2019 | Juan Carlos Sancho Llorente |         | PP        |
| 2019-2023 | Juan Carlos Sancho Llorente |         | PP        |
| 2023-act. | Juan Carlos Sancho Llorente |         | PP        |

Elecciones a la Diputación Provincial
El municipio pertenece al distrito electoral del partido judicial de Riaza en la Diputación Provincial de Segovia.

## Cultura

### Fiestas y celebraciones

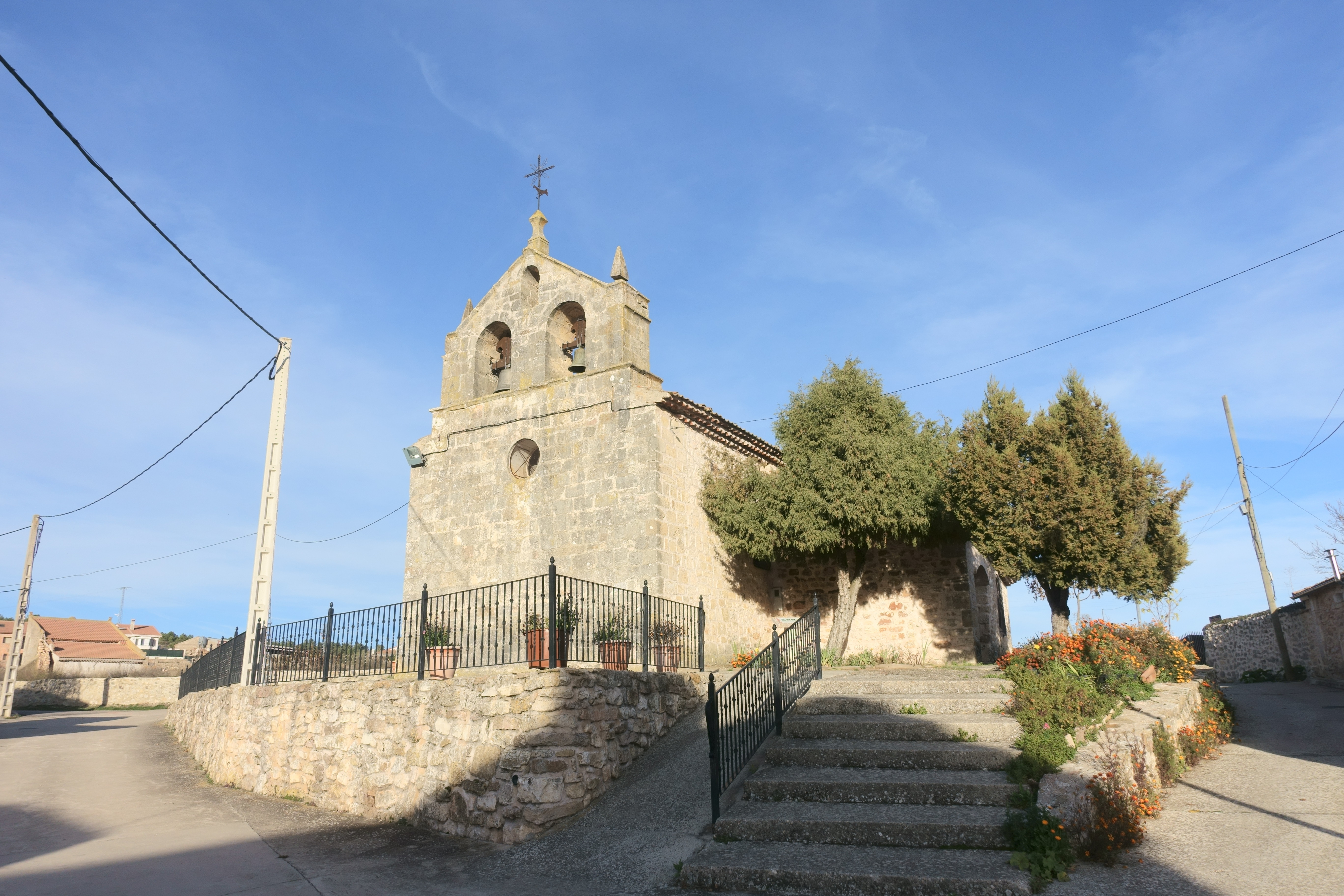
Iglesia de San Juan Degollado

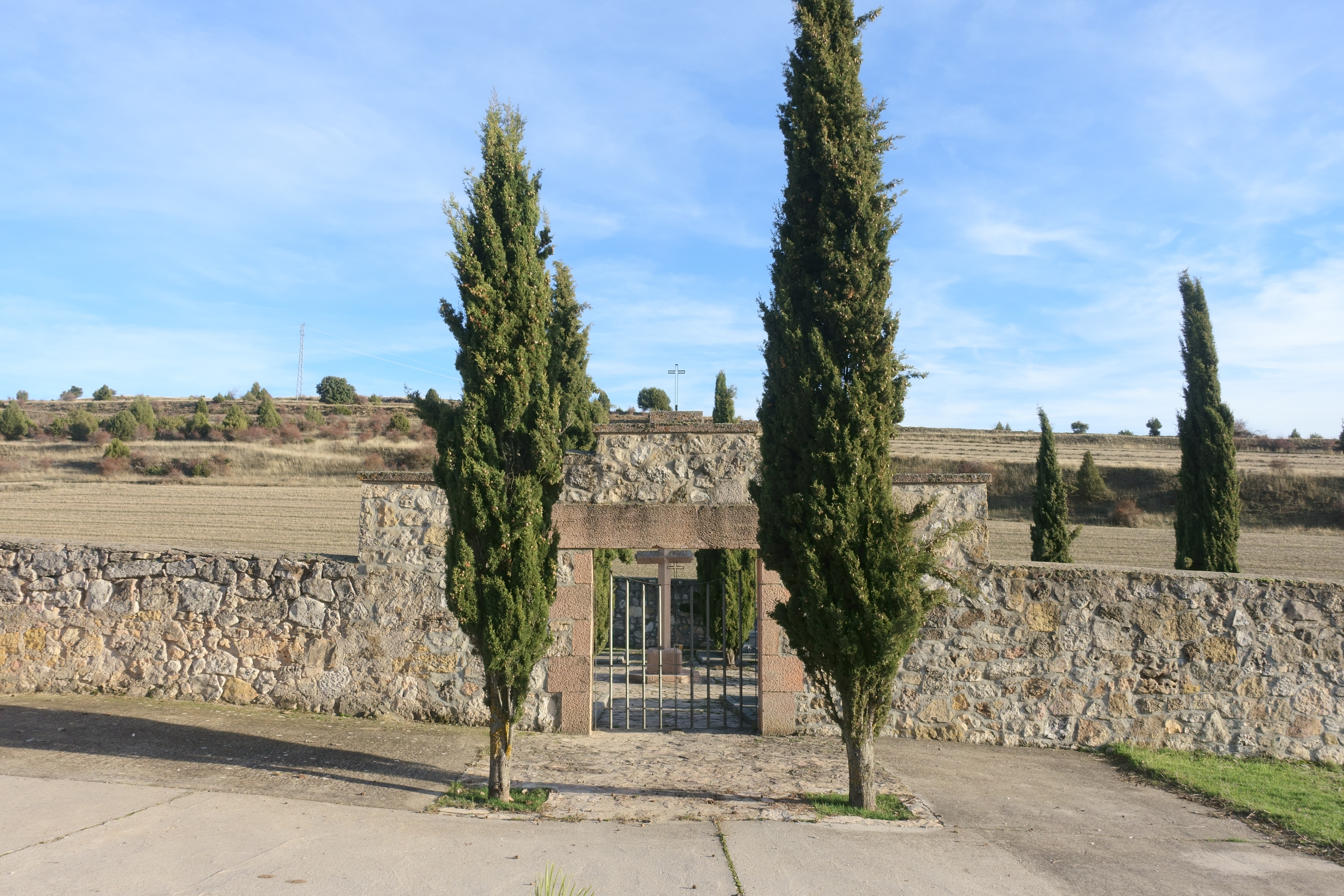
Cementerio

Aunque los tres pueblos formen un municipio en conjunto, cada uno tiene sus propias celebraciones. 
- Carabias, el núcleo más poblado, celebra sus festejos el último fin de semana de agosto (y estos últimos años se ha llevado a cabo una semana cultural a cargo de la Asociación de Vecinos y Amigos de Carabias), en honor de san Juan Degollado.
- Ciruelos, por su parte, celebra el segundo fin de semana su fiesta en honor a la Virgen de la Natividad (cuya fiesta como tal es a mediados de septiembre, pero se adelanta para que haya más gente).
- Pradales, el tercer fin de semana de agosto celebra sus fiestas en honor de san Bartolomé.

### Gastronomía y paisajes
Los tres pueblos cuentan con lugares en los que poder disfrutar bebiendo y disfrutando de la gastronomía de la tierra.
-En Carabias, el propio bar del pueblo nos harán comer al estilo segoviano. 
-En Ciruelos, lo mismo pasará con "El chiringuito".
-En Pradales, el bar del pueblo será un lugar de encuentro para el vecindario.
En cuanto al paisaje, podremos disfrutar de preciosas vistas en el alto de Pradales o el monte de Carabias, así como en los campos agrícolas de Ciruelos. 
En Carabias, además, hay una fuente de agua natural que proviene de un manantial en la sierra segoviana.
Se cuenta también con una estación Repsol para repostar en el municipio de Carabias.

## Patrimonio
En el monte de Carabias se han encontrado restos en el yacimiento celtíbero de Los Quemados, como vasijas, piedras, instrumentos y huesos de diferente índole.